# 賀佐泰洋
賀佐 泰洋（がさ やすひろ、1981年11月25日 - ）は、日本の編曲家、ギタリスト、キーボーディスト。

## 経歴
3歳からピアノを始める、5歳から18歳まで習っていたエレクトーンでは数々の賞を受賞、高校在学時にギターを始める、高校を卒業と同時に上京。いくつかのバンドを経てスタジオ・ミュージシャンとしての活動を開始。

## 参加音源

### 編曲
- 乃木坂46 『Same numbers』Type A
  - なぜ 僕たちは走るのか?
  - 作曲、編曲
- ≠ME 『君はこの夏、恋をする』Type B
  - 薄明光線
  - 編曲、ベース、プログラミング
- BMK 『Beat Monster 』　M盤
  - HOME TOWN
  - 編曲、ベース、プログラミング
- TVアニメ『ウマ娘 プリティーダービー Season 2』
  - ささやかな祈り（TVアニメ『ウマ娘 プリティーダービー Season 2』7話EDテーマ）
  - ライスシャワー（CV:石見舞菜香）
  - 編曲、プログラミング
- TVアニメ（八十亀ちゃんかんさつにっき 3さつめ）主題歌
  - Taiki（山崎大輝）
  - 雑草魂なめんなよ!
  - 編曲、プログラミング
- THE IDOLM@STER MILLION THE@TER WAVE 12
  - ダイヤモンドダイバー◇
  - 高槻やよい（CV:仁後真耶子）、天海春香（CV:中村繪里子）、我那覇響（CV:沼倉愛美）
- Deep, Deep Blue
  - VIVA☆アクアリズム
  - 編曲、プログラミング
- 茅原実里
  - 劇場アニメ『サンタ・カンパニー ～クリスマスの秘密～』主題歌「Christmas Night」　
    - M1『キラキラ輝く、世界の時間』
- TV ACTORS -Songs Connection
  - キャラクターソング Vol.4 神樂蒼介（CV:浦田わたる）
  - 『偶像パラダイム』 神樂 蒼介（CV:浦田わたる） ＆ 往田 詩（CV:保住有哉）
  - 編曲、ベース
- ラストアイドル
  - 『青春トレイン　Love Cocchi盤』
    - M3 振り向きたくなる

  - 編曲、ベース
- 小野恵令奈
  - 『君があの日笑っていた意味を』 
    - M1 君があの日笑っていた意味を

  - 『ファイティング☆ヒーロー』
    - M1 ファイティング☆ヒーロー

  - 『ERENA』
    - M2 君があの日笑っていた意味を
    - M3 ERENA
    - M5 ファイティング☆ヒーロー
    - M8 素直
- 内田彩
  - 『Sweet Tears』
    - M5　Sweet Tears

  - 『ICECREAM GIRL』
    - M1 What you want!
- Petit milady
  - 『青春は食べ物です』
    - M1 青春は食べ物です
      - TVアニメ「パンでPeace!」OPテーマ
- 山崎エリイ
  - 『全部、君のせいだ。』
    - M10　My first love
- BOYS AND MEN
  - 『威風堂々~B.M.C.A~』
    - M8 シアワセアンテナ
- 雨宮天
  - 『Eternal』
    - M1 Eternal

  - 『The Only BLUE』
    - M8 Eternal
    - M11 Trust Your Mind
- いとうかなこ
  - 『ファティマ』
    - M3 宿業の剣　TVアニメ剣王朝OPテーマ
- 篠崎愛
  - 『YOU&LOVE』
    - M4 Love Your Chu Chu
- ときめき♡宣伝部
  - 『DEAD HEAT』
    - M2 Chocolate Truffe
- 神宿
  - 『HAPPY PARTY NIGHT』
    - M2 好きといわせてもらっていいですか?
- アイドルタイムプリパラ
  - 快打洗心♡カッキンBUDDY　にの&しおん（CV:大地葉&山北早紀）
- キラッとプリ☆チャン
  - キラリ覚醒☆リインカーネーション　青葉りんか（CV:厚木那奈美）
- KING OF PRISM
  - ZEUS 俺は最強スター　涼野ユウ（CV:内田雄馬）
- 『KING OF PRISM RUSH SONG COLLECTION』
  - M3 Starved For You　如月ルヰ&大和アレクサンダー（CV:蒼井翔太&武内駿輔）
- KING OF PRISM -Shiny Seven Stars-
  - 「百花繚乱」
    - 太刀花ユキノジョウ（CV:斉藤壮馬）

  - 「Twinkle☆Twinkle」
    - 西園寺レオ（CV:永塚拓馬）

  - 「Shiny Stellar」
    - 涼野ユウ（CV:内田雄馬）

  - 「ナナイロノチカイ! -Brilliant oath-」
    - 一条シン（CV:寺島惇太）、太刀花ユキノジョウ（CV:斉藤壮馬）、香賀美タイガ（畠中祐）、十王院カケル（CV:八代拓）、鷹梁ミナト（CV:五十嵐雅）、西園寺レオ（CV:永塚拓馬）、涼野ユウCV:（内田雄馬）
- I DOLL U
  - エボリューションだニャン　獅堂レオ（CV:下野紘）
  - LOVE COUNT DOWN〜宿世の花嫁〜　黒夢ツバサ（CV:前野智昭）
- ukka
  - 「Rising dream」（作曲と編曲）
  - 「カノープス」

### ギタリスト、キーボーディストとして参加
ET-KING
- 『Seven Stars』 M2 ずっと二人で

Sowelu
- 『29 Tonight』 M10 Ex-Love』

ソ・イングク
- 『Everlasting』 M1 Everlasting Love

白石涼子
- 『R02』 M4 Kizuna

堀江淳
- 『ありがとう』 M3 Believe

デジカット
- 『やっぱり君じゃなきゃ』 M1 やっぱり君じゃなきゃ

The New Classics
- 『愛してるが言えなくて』 M1 愛してるが言えなくて

Precious
- 『1/人生』
- 『幸せにする+愛してる』

Aizdean
- 『I Need You Baby/ONE』
  - M1 I Need You Baby
  - M2 ONE
- 『Don't Go Away /Yell~won't Let Go』
  - M1 Don't Go Away
  - M2 Yell~Won't Let You Go
  - 『Hadiah~TheFirst Step~』
- M2 Don't Go Away
  - M4 Music
  - M5 Yell~Won't Let You Go
  - M6 I Need You Baby
  - M9 Arigatou
  - M10 ONE

天外魔境ZIRIA 
- 『Show me the Glory』 - イメージソング

### TV、CM
- マリエール今治 CMソング 『愛のスタートライン』
- BS11 本格討論FACE エンディングテーマ 『311』

### 舞台
- A-LIGHT Produce GOEMON痛快伝テーマソング 『Goemon Go Go』

### テーマソング制作
- 横須賀ドブ板通りテーマソング
- 新居浜太鼓祭りイメージソング 『Sorya2 M1 よいぞええぞな新居浜太鼓